# Ruthven Barracks

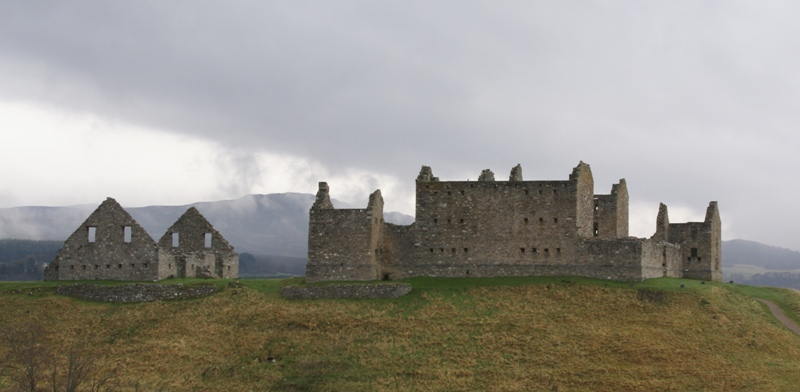
Ruthven Barracks vanuit het zuiden met links de stallen en rechts het barakkencomplex.

Ruthven Barracks is een vroeg-achttiende-eeuwse kazerne voor infanterie, gebouwd na de opstand van de Jacobieten in 1715 om de Highlands onder controle te houden van de regering. Het kazernecomplex ligt in Ruthven, 1,6 kilometer van Kingussie, in de Schotse regio Highland. De kazerne werd verwoest tijdens de Jacobitische opstand van 1745-1746.

## Geschiedenis

### Ruthven Castle
In 1229 bouwde Walter Comyn, Lord Badenoch, een houten kasteel op de heuvel. In 1371 kwam het kasteel in handen van Alexander Stewart, graaf van Buchan, bijgenaamd de Wolf van Badenoch. In 1451 werd het kasteel ingenomen door de graaf van Ross en vernietigd. Gezien de strategische liggen van Ruthven werd het kasteel al snel herbouwd. In de zeventiende eeuw stond er een kasteel met muren van 4,9 meter hoog met één poort met een dubbel valhek. Tijdens de burgeroorlogen lag er eerst een garnizoen van George Monck, de generaal van Oliver Cromwell; later waren er koningsgezinde troepen gelegerd. In 1689 nam Johan Graham van Claverhouse, bijgenaamd Bonnie Dundee, het kasteel in en verbrandde het. Het kasteel werd verlaten.

### Opstanden van 1689 en 1715
De eerste opstand van de Jacobieten vond plaats in 1689 onder leiding van Johan Graham of Claverhouse, bijgenaamd Bonnie Dundee. De katholieke Jacobieten wilden Jacobus II van Engeland weer aan de macht helpen. Bonnie Dundee overleed tijdens de Slag van Killiecrankie in juli 1689, die de Jacobieten wonnen. Zij verloren echter in mei 1690 de Slag aan de Boyne tegen Willem III van Oranje-Nassau, waarmee een einde kwam aan hun opstand.
In 1701 stierf Jacobus II en zijn opvolger die een claim had op de troon was zijn zoon Jacobus Frans Eduard Stuart, bijgenaamd The Old Pretender. In maart 1702 stierf Willem III en liet aan Anna van Groot-Brittannië, de zus van zijn vrouw Maria II van Engeland de troon na. Zij overleed in 1714 zonder directe erfgenamen. Hierop werd haar neef van het Huis Hannover koning als George I van Groot-Brittannië.
In de zomer van 1715 begon de graaf van Mar een nieuwe opstand om The Old Pretender op de troon te krijgen. In februari 1716 werd de opstand afgebroken en vluchtten de leiders naar Frankrijk. Om deze opstanden te voorkomen, werden door George I plannen gemaakt om op strategische punten kazernes voor infanterie te bouwen. Voordat de kazernes gebouwd konden worden, werd er in 1719 een invasiepoging gedaan door Jacobieten in samenwerking met Spaanse troepen. Deze troepen werden tijdens de Slag van Glen Shiel op 10 juni 1719 verslagen door Britse regeringstroepen. Er werden vier kazernecomplexen bedacht: in Ruthven, Inverasnaid, Killiwhimen (Fort Augustus) en de Bernera Barracks (1720-1725) in Glenelg.
In 1719 werd er begonnen met de bouw van Ruthven Barracks op de plaats van het voormalige Ruthven Castle. In 1721 was de kazerne gereed. De kazerne bood onderdak aan een garnizoen van 120 infanteristen. In 1724 begon generaal Wade een netwerk van wegen aan te leggen waarin Ruthven een knooppunt werd. Hij voegde in 1734 een stallenblok toe aan de westzijde van het kazernecomplex, dat ruimte bood aan 28 paarden voor dragonders.

### Opstand van 1745
De Jacobieten kwamen wederom in opstand in 1745. Ze wilden Bonnie Prince Charlie, de zoon van The Old Pretender, op de troon helpen. Negentig man van het garnizoen van Ruthven Barracks werd elders ingezet. Het kazernecomplex werd achtergelaten onder de leiding van sergeant Molloy en twaalf soldaten. Dit garnizoen wist in augustus een aanval van een tweehonderd Jacobieten af te slaan, waarbij één man van het garnizoen sneuvelde. In februari 1746 moest de ondertussen tot luitenant gepromoveerde Molloy zich overgeven toen zijn garnizoen belegerd werd door Gordon van Glenbucket met een leger van 300 Highlanders voorzien van artillerie.
De Jacobieten werden uiteindelijk verslagen op 16 april 1746 in de Slag bij Culloden. Drieduizend overlevenden van deze slag verzamelden zich bij Ruthven Barracks in de hoop dat hun prins zich bij hun zou voegen. Zij ontvingen echter op 19 april 1746 het bevel om zich te verspreiden: Let every man seek his own safety in the best way he can (Laat iedereen zichzelf in veiligheid brengen zo goed als hij kan). Voordat zij vertrokken staken zij de kazerne in brand.

### Naspel
De kazernes bleken niet voldoende om de opstanden te voorkomen of te onderdrukken. De kazernes waren uit het oogpunt van verdediging onvoldoende. Het plan werd daarom opgevat om een aantal forten te bouwen. Zo werd bijvoorbeeld in 1748 begonnen met de bouw van het artilleriefort Fort George.

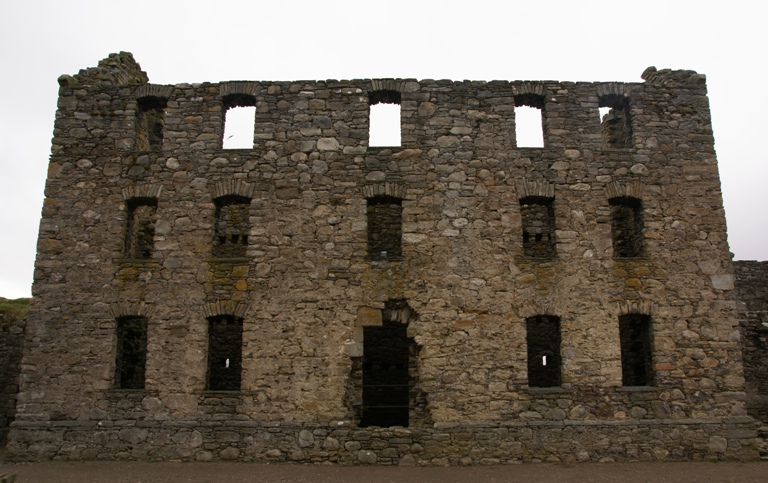
De barakken in de noordoostelijke zijde van het complex.

## Bouw
De kazerne bestond uit een symmetrisch geheel van twee vleugels voor woonruimte aan de noordoost- en zuidwestzijde van een open binnenplaats. De kazerne had vier verdiepingen. Elke kamer had een eigen haard, waar de soldaten hun eigen eten konden bereiden. Het complex was min of meer vierkant ommuurd met aangebouwde torens op de westelijke en aan de oostelijke hoek. De begane grond van de eerste diende als wachthuis, de tweede was ingericht als bakkerij en keuken. De bovenste verdiepingen van de toren werden gebruikt voor de huisvesting van de officieren. In de westelijke hoek van het complex bevond zich een waterput. De hoofdpoort bevond zich aan de zuidoostelijke zijde van het complex. Aan de noordwestzijde, buiten de ommuring van het kazernecomplex, stond een stallenblok.

## Beheer
De Ruthven Barracks worden beheerd door Historic Scotland.